# Karabin ČZW-127
Wielkokalibrowy karabin wyborowy ČZW-127 – czeski samopowtarzalny wielkokalibrowy karabin wyborowy. Karabin został zaprojektowany tak, aby osiągnąć mały odrzut nawet bez stosowania hamulca wylotowego. Broń posiada dwójnóg pomocny przy celnym strzelaniu. Budowa karabinu jest modułowa – umożliwia to łatwą modyfikację np. dostosowanie do amunicji 12,7 x 99 mm.